# Юго-Западный экономический район

Экономические районы Украинской ССР
Донецко-Приднепровский
Юго-Западный
Южный

Ю́го-За́падный экономический район — один из 19 экономических районов СССР, состоял из 13 областей УССР:
1. Винницкая область
2. Волынская область
3. Житомирская область
4. Закарпатская область
5. Ивано-Франковская область
6. Киевская область
7. Львовская область
8. Ровенская область
9. Тернопольская область
10. Хмельницкая область
11. Черкасская область
12. Черниговская область
13. Черновицкая область

Население — 21 962 тыс. чел. (1987).
Основные отрасли специализации: разнообразное машиностроение (станкостроение, автомобилестроение, приборостроение), пищевая, лёгкая, химическая, горнодобывающая промышленность.
Сельское хозяйство — многоотраслевое. Выделяется производство зерна, подсолнечника, сахарной свёклы. Животноводство (молочно-мясное скотоводство, свиноводство, мясо-шерстное овцеводство).